# Эмоли, Флавио
Флавио Эмоли (итал. Flavio Emoli; родился 23 августа 1934 года, Турин, Италия — 5 октября 2015 года, Генуя, Италия) — итальянский футболист, выступающий на позиции полузащитника.

## Карьера
Флавио родился в Турине, где и начал заниматься футболом в молодёжной команде «Ювентуса». Тем не менее, первым профессиональным клубом Эмоли стал «Дженоа», за который он выступал на правах аренды. Дебютировал за команду из Генуи 10 октября 1954 в победном матче с «Удинезе» (3:0). Вернувшись в «Ювентус», Флавио выиграл три чемпионских титула и два кубка Италии, став капитаном в сезоне 1962—1963 года.
Позже вместе с двумя одноклубниками (Умберто Росой и Бруно Гарценой перешёл в Наполи. В первом сезоне стал капитаном клуба, и оставался в нём до сезона 1966/67 года, в котором команда заняла четвертое место в чемпионате.